# Sm2
För fartyget, se SM 2.
Sm2 är ett elmotorvagnståg och VR:s idag äldsta pendeltågstyp. Det tillverkades totalt 50 stycken av tågtypen år 1975–1981 på flygplansfabriken Valmet i Tammerfors. Sm2-tågen liknar de äldre Sm1-tågen. Sm1 har till skillnad från Sm2 veck i sidorna (som stöder konstruktionen) och är tillverkade av stål istället för aluminium. Tågtypen består av två delar, en motorvagn och en manövervagn. Tåget kan köras från båda ändarna. Sm2 är egentligen beteckningen för motorvagnen medan manövervagnen har beteckningen Eioc. 
Tågen har renoverats från och med 2002. I och med detta målades de rödvita i enlighet med VR:s dåvarande färgsättning. De sista renoverade tågen hann till och med få VR:s nya grönvita färgsättning. Från och med 2020 renoveras tågen igen. I och med renoveringen målas alla tågen i VR:s grönvita färgsättning. 